# بیمارستان شهدای هسته‌ای
بیمارستان شهدای هسته‌ای بیمارستانی است مجهز به (اورژانس هسته‌ای) واقع در استان بوشهر، شهرستان بوشهر بیمارستانی است دانشگاهی و درمانی وابسته به دانشگاه علوم پزشکی بوشهر با ۱۱۰ تخت در سال ۱۳۹۹ تأسیس گردید.
هم اکنون این بیمارستان دارای بخش‌های جراحی، داخلی، دندانپزشکی، ارتوپدی، اتاق عمل، و تنها بیمارستان دارای اورژانس پرتوی و دیگر واحدهای پاراکلینیکی و درمانگاهی می‌باشد.